# Criza constituțională rusă din 1993

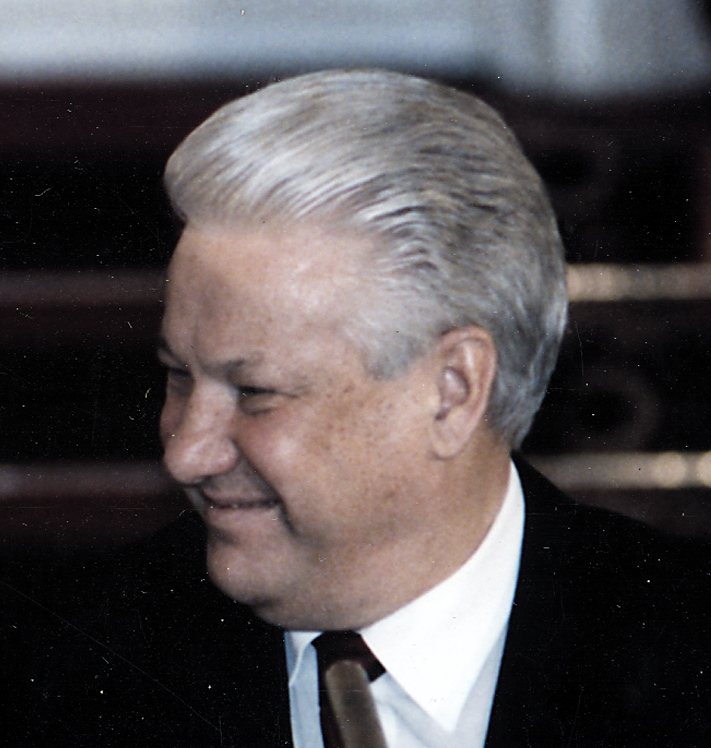
Boris Elțîn a fost președintele federației Ruse în perioada în care s-a desfășurat criza

Criza constituțională rusă este un eveniment istoric început pe 21 septembrie, când președintele Rusiei, Boris Elțîn, a dizolvat legislativul federal, Congresul Deputaților Poporului și Sovietul Suprem, care se opunea tendinței de consolidare a puterii prezidențiale și reformelor economice neoliberale nepopulare. Decretul prezidențial din 21 septembrie contravenea prevederilor Constituției în vigoare de pe vremea sovietică. Pe 15 octombrie, după încheierea crizei constituționale, Elțîn a dispus organizarea unui referendum asupra proiectului noii constituții.
Congresul a respins decretul și a vota în favoarea îndepărtării lui Elțîn din funcția de președinte prin procedura punerii sub acuzare. Fostul său colaborator, acum devenit inamic politic, vicepreședintele Alexandr Ruțkoi, a fost investit de Congres în conformitate cu prevederile constituției în vigore, în funcția de președinte interimar. Pe 28 septembrie, au izbucnit proteste violente anti-Elțîn pe străzile capitalei Moscova, având loc confruntări dintre demonstranți și forțele de ordine. Armata a rămas fidelă lui Elțîn, această atitudine a militarilor fiind cea care a determinat rezolvarea crizei. Deputații s-au baricadat în interiorul Casei Albe – sediul parlamentului rus. În săptămâna care a urmat, protestele anti-prezidențiale au crescut în intensitate, până când, pe 2 octombrie, a izbucnit o mare revoltă de masă pe străzile capitalei. Rusia era pe marginea prăpastiei războiului civil. În acest moment, armata și forțele de securitate au trecut în mod deschis de partea lui Elțîn și au executat toate ordinele acestuia. Sediul parlamentului a fost asediat. Folosindu-se tunurile de pe tancuri, militarii au distrus o bună parte a clădirii. Forțele speciale au luat cu asalt clădirea și au evacuat toți deputații răzvrătiți. Până pe 5 octombrie, orice formă de rezistență armată împotriva lui Elțîn încetase. Conflictul de 10 zile au fost cel mai sângeros de la revoluția bolșevică din octombrie 1917. Conform cifrelor oficiale, 187 de persoane au fost ucise, iar 437 au fost rănite.

## Originile crizei

### Intensificarea luptei pentru putere dintre legislativ și executiv
Programul de reformă al lui Elțîn a intrat în vigoare pe 2 ianuarie 1992.(Pentru amănunte asupra acestui subiect vedeți și: Economia Rusiei#Reformele economice din anii 1990) În scurtă vreme, prețurile au început să crească necontrolat, cheltuielile guvernamentale au fost reduse drastic și au fost introduse noi impozite. A izbucnit o criză gravă a creditului, ceea ce a falimentat numeroase întreprinderi industriale și agricole și a dus la instalarea unei crize economice de durată. Unii dintre politicienii ruși au început să se distanțeze de programul de reformă, iar confruntarea politică dintre Elțîn, pe de-o parte, și oponenții la reforme, pe de alta, a devenit nota dominantă a vieții politice din Rusia.
De-a lungul anului 1992, opoziția la reformele lui Elțîn a început să devină din ce în ce mai puternică și mai fățișă în rândurile celor care se arătau îngrijorați de situația industriei, dar și în rândul liderilor regionali, care doreau mai multă independență față de guvernul central. Vicepreședintele rus Alexandr Ruțkoi a denunțat programul economic al președintelui ca fiind "genocid economic." Liderii republicilor bogate în petrol, așa cum sunt Tatarstanul și Bașkiria militau pentru independența totală față de Rusia.
În tot anul 1992, Elțîn s-a luptat cu Sovietul Suprem și cu Congresul Deputaților Poporului (camera legislativă din rândul căreia proveneau deputații din Sovietul Suprem) pentru controlul asupra guvernului și politicii guvernamentale. În 1992, președintele parlamentului rus, Ruslan Hasbulatov, și-a manifestat în mod deschis opoziția față de programul de reforme, în ciuda sprijinului general arătat politicii lui Elțîn.
Președintele era îngrijorat de soarta prevederile amendamentelor constituționale propuse de el la sfârșitul anului 1991, care, neadoptate, ar fi făcut ca puterile speciale ale președintelui să expire la sfârșitul lui 1992. (Elțîn își lărgise puterile speciale dincolo de limitele constituționale în scopul ducerii la îndeplinire a reformelor). Dar deputații Congresului Deputaților Poporului și Sovietului Suprem refuzau să adopte o nouă constituție care ar fi legiferat setul de puteri speciale cerute de Elțîn.

#### A șaptea sesiune a Congresului Deputaților Poporului
În timpul sesiunii din decembrie, parlamentarii s-au opus lui Elțîn în cazul a mai multor inițiative prezidențiale. Conflictul a ajuns într-un punct culminant pe 9 decembrie, când parlamentul a refuzat să-l confirme pe Egor Gaidar, arhitectul reformelor neoliberale a "terapiei de șoc" de liberalizare a piețelor, foarte nepopulare în rândul rușilor, în funcția de prim-ministru. Parlamentul a refuzat să-l confirme pe Gaidar, cerând modificarea programului economic și, pe de altă parte, împuternicind Banca Centrală a Rusiei, (aflată sub control parlamentar), să continue acordarea de credite întreprinderilor aflate în pericol de faliment.
În timpul uni discurs plin de iritare ținut pe 10 decembrie, Elțîn a declarat că Congressul este o "fortăreață a forțelor conservatoare și reacționare". Ca răspuns, deputații au votat în favoarea trecerii armatei sub controlul parlamentar.
Pe 12 decembrie, Elțîn și Hasbulatov au căzut de acord asupra unui compromis care includea prevederi precum:
1. organizarea în aprilie 1993 a unui referendum asupra noii constituții;
2. extinderea celor mai multe puteri excepționale prezidențiale până la data organizării referendumului;
3. dreptul Parlamentului de a-și propune și vota propriul candidat la funcția de prim-ministru;
4. dreptul Parlamentului de a respinge numirea candidaților propuși de președinte pentru funcțiile de miniștri ai apărării, afacerilor interne, afacerilor externe și securității.

Elțîn la propus pe Victor Cernomîrdin pentru funcția de prim ministru, iar parlamentarii au acceptat numirea.
Compromisul din decembrie 1992 a stins pentru ceva vreme conflictul dintre Elțîn și Parlament. La începutul anului următor, conflictul a reizbucnit însă, de data aceasta fiind vorba de data la care ar fi trebuit organizat referendumul asupra căruia se convenise și de natura puterilor prezidențiale. În timpul ședințelor parlamentare, deputații au reușit reducerea constantă a puterilor excepționale care ar fi trebuit asigurate președintelui conform înțelegerilor de până atunci. Legislativul condus de Ruslan Hasbulatov a început să creadă că poate să încetinească sau chiar să blocheze inițiativele prezidențiale. Tactica adoptată viza erodarea treptată a controlului lui Elțîn asupra guvernului rus. Ca răspuns la acțiunile parlamentarilor, Elțîn a hotărât organizarea referendumului constituțional pe 11 aprilie.

#### A opta sesiune a Congresului Deputaților Poporului
A opta sesiune a Congresului Deputaților Poporului s-a deschis pe 10 martie 1993 printr-un atac dur al lui Hasbulatov la adresa lui Eltin, pe care îl acuza de acțiuni neconstituționale. La mijlocul lunii martie, în cadrul unei sesiuni extraordinare, deputații au votat în favoarea lipsirii președintelui de cele mai multe puteri speciale și a anulării referendumului programat în aprilie, într-o încercare să încline din nou balanța puterii în favoarea Congresului Deputaților. Elțîn și sprijinitorii săi au refuzat în schimb să recunoască inițiativele parlamentare, vice prim-ministrul Vladimir Șumeico declarând că referendumul avea să aibă loc, e adevărat cu o amânare de două săptămâni, pe 25 aprilie.
Parlamentul și-a extins treptat controlul asupra guvernului. Pe 6 martie, președintele a semnat un decret prin care acorda rangul de ministru președintelui Băncii Centrale, Victor Gherașcenko, și altor trei oficiali ai băncii, în conformitate cu deciziile parlamentului. Conducătorii parlamentului au declarat de altfel că, deși cei patru erau membri ai cabinetului, rămâneau în continuare subordonați Congresului Deputaților.

#### "Regimul special"
Răspunsul președintelui a fost violent. Pe 20 martie, Elțîn s-a adresat direct națiunii, declarând că va institui "regimul special", ceea ce însemna că își asuma puteri executive excepționale în ceea ce privește rezultatele referendumului cu privire la termenul pentru noile alegeri legislative, cu noua constituție și în legătură cu votul de încredere acordat cuplului președinte – vice-președinte. Elțîn își declara publică opoziția față de parlament, pe care îl acuza de încercare de restaurare a stărilor de fapt din epoca sovietică.
Vice-președintele Ruțkoi, unul dintre adversarii cei mai importanți ai lui Elțîn, a condamnat declarațiile președintelui ca pe o tentativa nedemocratică de acaparare a unor puteri discreționare. După ce Curtea Constituțională a hotărât că Elțîn a acționat într-un mod neconstituțional, președintele s-a văzut nevoit să cedeze.

#### A noua sesiune a Congresului Deputaților Poporului
În cadrul celei de-a noua sesiuni, care s-a deschis pe 26 martie, s-au luat în discuție adoptarea unor măsuri de urgență pentru apărarea constituției, inclusiv demiterea lui Elțîn după punerea sa sub acuzare. Elțîn a admis că a făcut greșeli și a reușit să câștige un număr de sprijinitori dintre deputați, reușind să supraviețuiască din punct de vedere politic votului pentru punerea sub acuzare în parlament pe 28 martie, adversarilor săi lipsindu-le 72 de voturi.

#### Referendumul național
Referendumul urmă să aibă loc, dar de timp ce punerea sub acuzație a președintelui căzuse la vot, deputații au încercat să amâne data la care avea să se desfășoare consultarea populară. Versiunea de referendum a legislativului urma să chestioneze populația asupra chestiunilor privind încrederea în președinte, aprobarea reformelor inițiate de el și convocarea de alegeri prezidențiale și legislative anticipate. Parlamentul a hotărât că, pentru ca Elțîn să obțină câștig de cauză în problema alegerilor prezidențiale anticipate, el trebuia să obțină aprobarea a 50 % din numărul persoanelor cu drept de vot, iar nu a jumătate a celor care se prezintă la urne.
De acestă dată, Curtea Constituțională a dat câștig de cauză președintelui, hotărând că Elțîn are nevoie doar de 50 % dintre voturile celor care se prezintă la urne în următoarele probleme: încrederea în președinte și politica socială. În schimb, el ar fi avut nevoie de aprobarea a 50 % dintre cei cu drept de vot pentru convocarea de noi alegeri parlamentare sau prezidențiale.
Elțîn a reușit să iasă câștigător în cadrul consultării populare de pe 25 aprilie. Majoritatea celor care au votat și-a exprimat încrederea în președinte și a cerut noi alegeri legislative. Deși Elțîn a putut afirmă că populația Rusiei îl sprijină, lui îi lipseau mecanismele constituționale ca să-și folosească victoria. Ca și până atunci, el s-a văzut nevoit să ceară sprijinul populației pentru a ocoli deciziile deputaților, aceeași populație care votaseră și pe membrii legislativului.

### Convenția constituțională
În încercarea să neutralizeze Parlamentul, Elțîn a hotărât convocarea liderilor din instituțiile guvernamentale, regiunile administrative, organizațiile publice și partide politice în iunie, în "Convenția specială constituțională", care ar fi avut ca sarcină schițarea proiectului legii fundamentale care urma să fie supusă votului popular în aprilie. După ceva ezitări, Comitetul Constituțional al Congresului Deputaților Poporului a decis să-și prezinte propria versiune a proiectului de constituție. Astfel au apărut două versiuni pentru constituție, funcție de tabăra care ale cărei interese le reprezentau: a executivului, respectiv a legislativului.
Aproximativ 700 de reprezentanți la conferință au adoptat o versiune a proiectului de constituție pe 12 iulie, care prevedea înființarea unui parlament bicameral și dizolvarea vechiului Congres. Dar, datorită faptului că acest proiect prevedea dizolvarea Congresului Deputaților Poporului, devenea evident că deputații nu vor vota împotriva intereselor proprii. Sovietul Suprem a respins imediat proiectul de constituție și a declarat că Congresul Deputaților Poporului este singurul corp legiuitor și, ca atare, este singurul care poată să decidă asupra noii constituții.
Parlamentul era încă în sesiune în august, în timp ce președintele se afla în vacanță, și a votat o serie de hotărâri care revizuiau politicile economice, care ar fi avut ca scop "oprirea divizării societății". De asemenea, deputații au hotărât cercetarea principalilor consilieri prezidențiali, pe care îi acuzau de corupție. Președintele s-a întors în august din concediu și a declarat că este gata să se folosească de toate mijloacele, inclusiv prin ocolirea prevederilor constituționale, pentru a declanșa alegerile parlamentare.

### Lupta pentru putere din septembrie
Președintele a lansat o nouă ofensivă pe 1 septembrie, când a încercat să obțină suspendarea vicepreședintelui Ruțkoi, unul dintre cei mai puternici adversari ai săi. Ruțkoi, ales odată cu Elțîn în 1991, i-at fi succedat în mod automat la putere președintelui. Un purtător de cuvânt al președintelui a afirmat că vicepreședintele urma să fie suspendat datorită „acuzațiilor de corupție”. Pe 3 septembrie, Sovietul Suprem a respins cererea făcută de Elțîn pentru suspendarea vicepreședintelui, și a prezentat chestiunea Curții Constituționale.
După două săptămâni, președintele a declarat că este de acord cu convocarea unor alegeri prezidențiale anticipate, cerând în schimb ca și parlamentul să fie de acord cu alegeri legislative anticipate. Parlamentul a ignorat propunerile prezidențiale. Pe 8 septembrie, Elțîn l-a numit pe Egor Gaidar, care fusese obligat să demisioneze de opoziția parlamentară în 1992, ca adjunct al primului ministru și vice prim-ministru pentru problemele economice. Sovietul Suprem a respins în mod demonstrativ această numire.

## Elțîn dizolvă Parlamentul
Pe 21 septembrie 1993, Eltin a răspuns impasului apărut în relația executiv-legislativ prin anunțarea referendumului asupra constituției, dar de această dată a continuat prin dizolvare parlamentul și anunțarea de noi alegeri legislative în decembrie. El a suspendat constituția în vigoare, înlocuind-o cu o lege fundamentală care-i dădeau puteri executive excepționale. În conformitate cu planurile prezidențiale, noua cameră inferioară a parlamentului avea să aibă 450 de deputați, urmând să fie numită Duma de Stat, iar camera superioară Sovietul Federației, urma să fie formați din reprezentanții celor 89 de subdiviziuni administrative ale Rusiei.
Elțîn a pretins că acțiunea sa deschide calea pentru tranziția rapidă către economia de piață funcțională. Datorită acestei declarații, Elțîn a primit sprijinul celor mai puternice țări capitaliste occidentale. Cea mai mare realizare politică a lui Elțîn s-a dovedit tot timpul a fi strânsa relație cu puterile occidentale, în mod special cu Statele Unite, dar acest fapt l-au lăsat vulnerabil la acuzațiile venite din Rusia, cum că ar fi fost agent al intereselor străine, sau că s-ar ploconi în fața aceluiași occident.

### Destituirea lui Elțîn de către Parlament
Ruțkoi a declarat că acțiunea lui Elțîn este un pas spre lovitura de stat. În ziua următoare, Curtea Constituțională a hotărât că Elțîn a încălcat Constituția și că președintele poate fi pus sub acuzare. De-a lungul unei ședințe prezidată de Hasbulatov, ședință care a ținut o întreagă noapte, parlamentarii au declarat că decretul prezidențial este nul și neavenit. Ruțkoi a fost proclamat președinte interimar, acesta depunând jurământul pe constituție. El i-a demis pe Elțîn și miniștrii Pavel Graciov (apărare), Nicolai Golușko (securitate) și Victor Erin (interne). În acest moment, Rusia avea câte doi președinți și câte doi miniștri ai apărării, securității și internelor. Deși Ghennadi Ziuganov și alți lideri de frunte ai Partidului Comunist nu au participat la evenimente, comuniștii de rând au sprijinit activ acțiunile deputaților.
Pe 24 septembrie, președintele Elțîn, netulburat, a anunțat organizarea de alegeri prezidențiale pentru iunie 1994. În aceeași zi, Congresul Deputaților Poporului a votat să se organizeze alegeri simultane parlamentare și prezidențiale în martie 1994. Elțîn a luat în derâdere propunerile Parlamentului pentru alegeri legislative și prezidențiale și a răspuns prin tăierea alimentării cu apă, electricitate și a legăturilor telefonice ale clădirii parlamentare.

### Protestele populare din Moscova
Elțîn a provocat declanșarea a o serie de tulburări populare, după ce a dizolvat parlamentul. Între 21 și 24 septembrie, opinia publică s-a schimbat încet-încet în favoarea deputaților baricadați în Casa Albă, (sediul Parlamentului). În Moscova, demonstrațiile anti-prezidențiale au crescut neîncetat în intensitate, adunând zeci de mii de persoane, care demonstrau pe străzile capitalei și încercau să-i sprijine pe apărătorii clădirii Congresului Deputaților Poporului. În schimb, armata și cei mai importanți comandanți militari au rămas loiali președintelui Elțîn.
Demonstranții protestau împotriva condițiilor de viața care se deteriorau neîntrerupt de când Elțîn venise la putere. Din 1989, produsul intern brut scăzuse la jumătate. Corupția atinsese cote necunoscute până atunci în Rusia, iar criminalitatea avea tendința să scape de sub control. Sistemul de stat pentru îngrijirea sănătății se prăbușea, combustibilul și alimentele se găseau tot mai greu și la prețuri tot mai mari, iar speranța de viață avea o tendință descendentă îngrijorătoare. De cele mai multe ori, pentru toate relele era făcut responsabil Elțîn. În afara capitalei, masele de ruși erau confuze și dezorganizate. Nu e mai puțin adevărat că și în provincie nemulțumiții au încercat să-și facă auzite vocile. Au avut loc greve sporadice în întreaga țară.
În Moscova au avut loc pe 28 septembrie primele ciocniri sângeroase între forțele speciale ale poliției și demonstranții anti-prezidențiali. Reprimarea demonstranților din Moscova a avut aproximativ același efect cu cel al acțiunilor poliției franceze împotriva studenților în timpul rebeliunilor din mai 1968, care aproape că au dus la căderea regimului lui Charles de Gaulle. Acțiunile poliției au dus la concentrarea și radicalizarea protestatarilor, care au fost in cele din urmă învinși. Pe 28 septembrie, ministerul afacerilor interne a reușit izolarea clădirii parlamentului. În jurul clădirii au fost montate bariere și garduri de sârmă ghimpată. Pe 1 octombrie, același minister aprecia că aproximativ 600 de oameni înarmați se alăturaseră adversarilor lui Elțîn din Casa Albă. Pe 30 septembrie au fost construite primele baricade. 
Liderii parlamentului încă mai sperau că pot găsi un compromis cu Elțîn. Biserica Ortodoxă Rusă a acționat ca mediator și gazdă a discuțiilor neoficiale dintre reprezentanții parlamentului și ai președintelui. Negocierile duse cu ajutorul medierii patriarhului Bisericii ortodoxe Ruse au continuat până pe 2 octombrie. În seara zilei de 3 octombrie, însă, poliția nu a mai putut controla demonstranții din preajma Casei Albe, iar impasul politic s-a transformat în confruntare armată.

### Premizele luării cu asalt a televiziunii
Conflictele de pe 2 și 3 octombrie au fost zilele cu cele mai violente confruntări ale demonstranților cu poliția. Pe 2 octombrie, demonstranții au construit baricade care au blocat traficul pe mai multe străzi principale din Moscova. În după-amiaza zilei următoare, demonstranții pro-parlamentari au luat cu asalt cordoanele poliției din jurul casei Albe. Membri ai unităților paramilitare a organizației de extremă-dreapta Unitatea Națională Rusă și militari ai unităților de luptă ale ministerului de interne au trecut de partea parlamentarilor.
Alexandr Ruțkoi, baricadat în Casa Albă, a salutat mulțimile protestatare de la unul dintre balcoanele clădirii. El a îndemnat protestatarii să ia cu asalt centrul televiziunii naționale Ostankino. Hazbulatov a cerut mulțimii să ia cu asalt Kremlinul. În condițiile în care se înregistraseră primele victime pe străzile Moscovei, Elțîn a proclamat starea de urgență în capitală.
În seara zilei de 3 octombrie, după ocuparea biroului primarului Moscovei, demonstranții au început marșul spre centrul de televiziune Ostankino. Demonstranții au fost întâmpinați în fața televiziunii de trupele ministerului de interne. A urmat o confruntare violentă, în timpul căruia o mare parte a centrului de televiziune a fost serios deteriorată. Emisiunile postului de televiziune au fost întrerupte și 62 de persoane au fost ucise. Până la miezul nopții, trupele ministerului de interne au restabilit situația în zona postului de televiziune.
Când emisia postului de televiziune au fost reluate în aceeași seară, Egor Gaidar a chemat cetățenii capitalei în sprijinul președintelui. Mai multe sute de simpatizanți ai lui Elțîn și-au petrecut noaptea în piața din fața primăriei capitalei, pregătindu-se pentru confruntare cu sprijinitorii parlamentarilor. A doua zi, lor li s-a alăturat armata.

### Luarea cu asalt a Casei Albe din Moscova
Între 2 și 4 octombrie, poziția armatei a fost factorul hotărâtor în criză. Armata a oscilat pentru câteva ore, neștiind cum să răspundă la chemarea la acțiune lansată de președinte. Între timp, mai multe zeci de persoane fuseseră ucise iar mai multe sute fuseseră rănite în luptele de stradă.
Ruțkoi, ca general de rezervă, a făcut apel la unii dintre foștii săi camarazi. În acea perioadă, mulți ofițeri și soldați de rând nu-l simpatizau pe Elțîn. Dar sprijinitorii parlamentarilor nu au trimis emisari la cazărmi ca să ceară sprijinul ofițerilor inferiori și subofițerilor, cei mai afectați de reformele neoliberale, ci au făcut greșeala să negocieze numai cu oficialii de rang înalt ai armatei, care aveau deja legături strânse cu liderii parlamentarilor. Până la urmă, o bună parte a generalilor s-au temut de viitorul lor într-un regim Ruțkoi-Hasbulatov. Câțiva dintre generali și-au exprimat dorința de a-i sprijini pe parlamentari, dar, până la urmă, au trecut de parte lui Elțîn.
Până la primele ore ale zilei de 4 octombrie, armata rusă încercuise clădirea parlamentului și, câteva ore mai târziu, tancurile începuseră să bombardeze Casa Albă. Până la prânz, trupele intraseră în clădirea parlamentului și începuseră să ocupe etajele unul câte unul. Ostilitățile au fost oprite de câteva ori pentru a permite câtorva persoane să părăsească clădirea, dar Ruțkoi și Hasbulatov au rămas până la sfârșitul luptelor, când s-au predat. Până seara, toate centrele de rezistență populară de pe străzi au fost eliminate, dar au mai avut loc câtorva incidente datorate unor lunetiști.
După zdrobirea celei de-a doua "Revoluții din Octombrie", în timpul căreia au murit civili în luptele de stradă prima dată după 1917, s-au făcut primele estimări ale pierderilor de vieți omenești. Rapoartele oficiale ale poliției de pe 8 octombrie au vorbit de 187 de morți și 437 de răniți. Surse neoficiale dau cifre mult mai mari: peste 1.500 de morți, dintre care, cei mai mulți în Casa Albă. De asemenea, trebuie spus că marea majoritate a victimelor au fost ucise de militarii loiali lui Elțîn. Armata rusă a pierdut 12 soldați, dintre care 9 au fost uciși de proprii lor camarazi, din greșeală. Adevărul este că Elțîn și-a datorat victoria armatei, serviciilor de securitate și ministerului afacerilor interioare, în nici un caz sprijinului populației capitalei sau a celei din provincie.
De asemenea trebuie remarcat că președintele nu a fost sprijinit de armată decât în silă și în al 12-lea ceas. Generalii, pentru a-l sprijini pe președinte, au fost supuși la presiuni mari, sau, oportuniști, au cedat pentru că s-au așteptat la recunoștința lui Elțîn după victoria în confruntarea cu parlamentarii. Un exemplu este cel al generalului Pavel Graciov, care și-a demonstrat loialitatea în timpul crizei. Graciov a devenit o personalitate politică de prim rang, în ciuda numeroaselor acuzații de corupție, care veneau din rândurile cadrelor armatei ruse.
Criza este un exemplu grăitor al problemelor balanței puterii executiv-legislativ în sistemul prezidențial din Rusia și al probabilității izbucnirii unui conflict în care nu există învingători, în condițiile în care nu exista mecanismele rezolvării lui. Până în cele din urmă, este vorba de o bătălie legitimităților aflate în competiție a legislativului și executivului, câștigată de tabăra care poate conta pe cele mai puternice instrumente de coerciție.

### Opinia publică și criza
Un institut rus pentru sondarea opiniei publice a făcut o cercetare a părerilor cetățenilor, după încheierea crizei din octombrie 1993, și a aflat că 51 % dintre cei intervievați au considerat că folosirea forței armatei de către președinte a fost justificată, iar 30 % au considerat că a fost un abuz din parte lui Elțîn. Sprijinul pentru acțiunile lui Elțîn a scăzut odată cu trecerea timpului, atunci când a fost pusă aceeași întrebare în 2003, numai 20 % dintre respondenți mai erau de acord cu folosirea forței de către președinte, în timp ce 57 % erau împotrivă.
Când au fost întrebați asupra cauzelor evenimentelor din octombrie, 46 % din cei intervievați dădeau vina în 1993 pe Ruțkoi și Hazbulatov. După 10 ani de la încheierea crizei, principalii vinovați ai crizei au fost considerat Mihail Gorbaciov și moștenirea sa politică (31 %), urmat îndeaproape de Elțîn și politica lui (29 %).
În 1993, majoritatea rușilor considera că evenimentele din septembrie – octombrie au fost o încercare de revanșă a comuniștilor sau un rezultat al dorinței de putere a lui Ruțkoi sau Hasbulatov. După zece ani, rușii considerau că aceste evenimente au fost generate de politica de privatizare promovată de Elțîn și guvernul lui, care a dus la acapararea unei însemnate părți a averii naționale de către un număr redus de magnați, cunoscuți mai târziu ca oligarhi, în calea îmbogățirii cărora Parlamentul devenise principalul obstacol.

## Consolidarea puterii lui Elțîn

### Urmările imediate ale conflictului
În săptămânile care au urmat asaltului asupra Casei Albe, Elțîn a emis o serie de decrete prezidențiale menite să-i consolideze puterea. Pe 5 octombrie, președintele a interzis partidele politice de stânga, pe cele naționaliste, ca și ziarele care susținuseră cauza rebelilor parlamentari. Într-un discurs către națiune de pe 6 octombrie, președintele a luat atitudine și față de sovietele regionale care i s-au opus. Marea majoritate a acestora au fost dizolvate. Valeri Zorkin, președintele Curții Constituționale, a fost silit să-și dea demisia. Președintele Sindicatelor Independente a fost de asemena atacat, iar Elțîn a profitat de moment pentru a anula multe dintre drepturile sindicatelor, astfel încât să slăbească legăturile dintre lideri și membrii de rând al sindicatelor.
Pe 12 octombrie, președintele a emis un decret prin care ambele camere ale parlamentului urmau să fie alese în decembrie. Pe 15 octombrie, el a hotărât ca în decembrie să se desfășoare un referendum pe tema noii constituții. Ruțkoi și Hazbulatov au fost acuzați pe 15 octombrie de „organizarea de dezordini de masă” și au fost întemnițați. Au fost eliberați în 1994, când Elțîn a considerat că poziția lui este suficient de sigură.
Elțîn a declarat într-un discurs la televiziune în noiembrie, când și-a prezentat proiectul de constituție: „Rusia are nevoie de ordine!” Noua lege fundamentală asigura concentrarea puterii în mâinile președintelui. Legislativul bicameral, care urma să fie ales numai pentru un mandat de doi ani, avea puterile puternic limitate în chestiunile cele mai importante. Președintele putea alege un prim-ministru, chiar dacă Parlamentul nu era de acord cu candidatul desemnat și, de asemenea, putea numi în fruntea armatei comandanți fără a mai avea nevoie de aprobarea legislativului. Președintele urma să fie șeful și totodată cel care numește membrii consiliului de securitate. Dacă parlamentarii reușeau să voteze o moțiune de neîncredere în guvern, președintele era împuternicit să păstreze neschimbat acel executiv încă trei luni, și putea dizolva parlamentul dacă votul de neîncredere era repetat. Președintele își putea exprime dreptul de veto față de orice lege care era votată cu majoritate simplă în camera inferioară, după care Duma avea nevoie de votul favorabil a două treimi din numărul deputaților pentru aprobarea respectivei legi. Președintele nu putea fi pus sub acuzare pentru încălcarea constituției. Banca Centrală devenea o instituție independentă, dar președintele avea nevoie de aprobarea Dumei de Stat pentru numirea guvernatorului băncii centrale, care era independentă față de parlament. În acele timpuri, numeroși observatori politici au considerat că proiectul de constituție era conceput anume pentru nevoile de moment ale lui Elțîn și că legea fundamentală nu avea să-i supraviețuiască președintelui.

### Sfârșitul primei perioade constituționale
Pe 12 decembrie, Elțîn a reușit să-și impună proiectul de constituție, creând o președinție puternică, caracterizată prin capacitatea foarte mare de guvernare prin decrete.
Parlamentul ales cu aceeași ocazie a dat o lovitură năucitoare programului de reformă a lui Elțîn. În adunarea legislativă au pătruns prea puțin candidați identificați ca sprijinitori ai programului neoliberal de reforme. Votul popular, exprimând nemulțumirile electoratului, a trimis în parlament un grup masiv de comuniști (care câștigaseră sufragiile muncitorilor industriali, funcționarilor și pensionarilor) și de ultranaționaliști (sprijiniți de elementele nemulțumite ale clasei de mijloc). În mod neașteptat, grupul cel mai imprevizibil s-a dovedit a fi cel al Partidului Liberal Democrat, (al cărui program nu era nici liberal, nici democrat). Ei au câștigat 23 % dintre voturi, în timp ce partidul lui Gaidar a obținut sprijinul numai 12,4 % dintre participanții la scrutin. Vladimir Jirinovski și camarazii săi neofasciști și șovini au pătruns în parlament, spre neliniștea observatorilor din occident ai scenei politice rusești.
Referendumul a marcat sfârșitul perioadei constituționale în care societatea rusă era guvernată de legea fundamentală a RSFS Ruse din 1978, care fusese amendată de mai multe ori de-a lungul timpului, în special în perioada în care URSS-ul fusese condus de Mihail Gorbacionv. (Pentru mai multe detalii cu privire la democratizarea Uniunii Sovietice, vedeți și: Istoria Uniunii Sovietice (1985-1991).) Deși, cel puțin în teorie, Rusia avea un sistem dual prezidențial-parlamntar, în mâinile președintelui era concentrată cea mai mare parte a puterii. .